# Trenes alpinos de Renfe
Los trenes alpinos de Renfe o alpinos son una serie de trenes aún sin numerar de la empresa española Renfe. La serie constará de 6 trenes eléctricos de ancho métrico destinados en exclusiva a la línea de Cercanías Madrid C-9 Cercedilla-Cotos. Su construcción se adjudicó en 2020 a CAF y su entrada en funcionamiento será en 2026. Esta nueva serie viene a sustituir a la histórica serie 442 de Renfe, que estuvo en servicio entre 1976 y 2024.
Se denominan "alpinos" por estar destinados a una línea férrea que serpentea por la sierra de Guadarrama, en condiciones de alta montaña, con exposición a nevadas, pendientes pronunciadas y a trazados tortuosos.

## Historia
En 2019 la empresa pública Renfe emprendió la renovación de su flota de Cercanías. La mayoría de los trenes que se compraron fueron series para la red de ancho ibérico (S-452 y S-453). No obstante, también destinó una partida para renovar el parque que circulaba por vías de ancho métrico (el perteneciente a la antigua FEVE). Se daba la situación que la línea C-9 de Cercanías Madrid, si bien era gestionada como si fuera de ancho ibérico, sus vías eran de ancho métrico, y sus trenes, la serie 442 de Renfe, llevaban en servicio desde 1976, por lo que ya habían superado su vida útil. Renfe sacó entonces en una misma licitación la renovación de los trenes de Cercanías de ancho métrico e incluyó un lote adicional con los alpinos. Concretamente se buscaba comprar 31 trenes para Renfe Cercanías AM y otros 6 trenes para la línea C-9. Del primer lote surgió una serie aún sin numerar y del lote pequeño los seis nuevos trenes alpinos de Renfe.

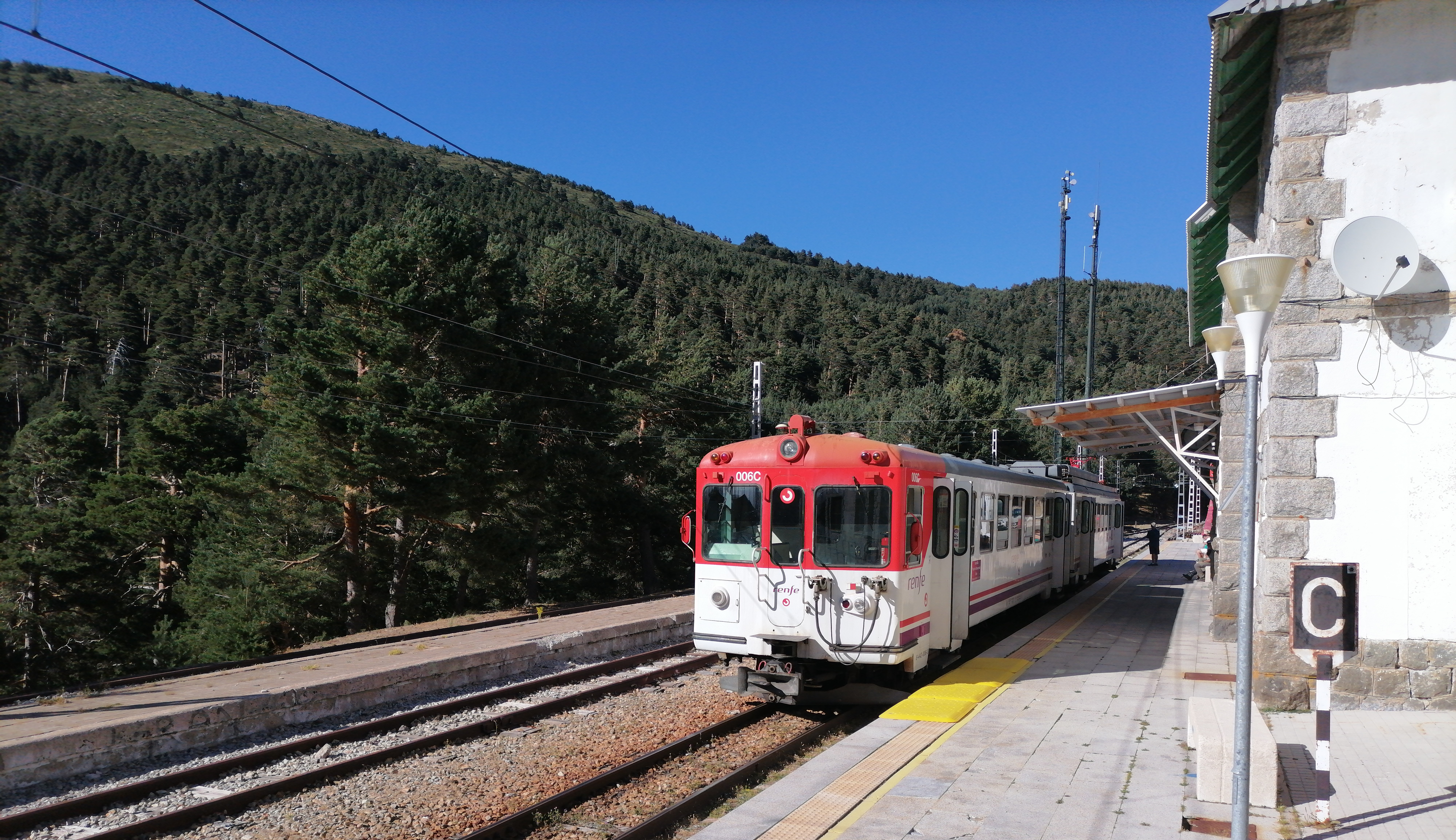
Unidad de la serie 442 (1976-2024) en la Estación de Cotos de la Línea Cercedilla-Cotos. Estos trenes fueron sustituidos por esta nueva serie.

La licitación se adjudicó en junio de 2020 a la empresa vasca Construcciones y Auxiliar de Ferrocarriles (CAF). El contrato también incluía el mantenimiento de los 6 alpinos durante 15 años.El 29 de diciembre de 2020 Renfe y CAF firmaron la formalización del contrato de adjudicación.El lote grande sufrió un notable retraso puesto que los trenes no se pudieron diseñar al percatarse que no iban a entrar por los túneles tras una confusión con las dimensiones. El lote pequeño, el de los alpinos, no tuvo ningún problema del estilo y en 2024 ya había finalizado su construcción. La entrada en funcionamiento de la serie tuvo que esperar a que finalizaran las obras de renovación de la línea C-9 por parte de Adif.

## Descripción
Se trata de una serie de 6 unidades de automotores eléctricos, con ancho de vía métrico (1.000 mm) y destinados a prestar servicios de Cercanías. Los trenes constarán de dos coches, con una cabina de conducción cada uno, y una longitud total de 43 metros. Tendrá una velocidad máxima de 50 km/h, una de las más bajas de la flota de Renfe. Su sistema de seguridad consiste en el ASFA digital. A pesar de su reducido tamaño su capacidad máxima será de 238 pasajeros. Serán totalmente accesibles y contarán con aseo y zona para bicicletas.
Prestarán servicios únicamente en la línea C-9 de Cercanías Madrid, ubicada entre las provincias de Madrid y Segovia, en la sierra de Guadarrama, en pleno sistema Central.